# 1836年アメリカ合衆国大統領選挙
1836年アメリカ合衆国大統領選挙（1836ねん アメリカがっしゅうこく だいとうりょう せんきょ、英語: United States presidential election, 1836）は、1836年11月3日から12月7日にかけて行われたアメリカ合衆国大統領選挙（第13回）。マーティン・ヴァン・ビューレンを大統領に選出された。
特に3つの理由で記憶される選挙である。
1. 現職の副大統領が大統領選挙で当選した例がこれを最後に長くなくなったこと（その後も1988年の大統領選でジョージ・H・W・ブッシュが当選したのを唯一の例とする）。
2. 主要政党が意図的に大統領候補者を複数名出馬させた唯一の選挙戦だったこと。ホイッグ党は異なる地域で3名の候補者を出馬させ、それぞれが担当する地域で民主党候補のマーティン・ヴァン・ビューレンを破るに足る票を得ることを期待した。そうして票を大きく分散し、最終決定を下院の票決に持ち込めば、同院で多数派を占めるホイッグ党がその候補者の一人を大統領に選出することができると判断されたからである、しかしこの戦略は失敗、ヴァン・ビューレンは選挙人選挙で過半数を獲得して大統領に当選した。
3. 副大統領の選出が上院の票決に持ち込まれた空前絶後の例となったこと。

## 候補者の指名

### 民主党の指名
現職の大統領アンドリュー・ジャクソンが2期務めた後で退陣を決め、副大統領のヴァン・ビューレンを支持した。南部の者達はニューヨーク州出身のヴァン・ビューレンとさらにその副大統領候補ケンタッキー州出身のリチャード・メンター・ジョンソンを好まなかったが、1835年にボルティモアで開催された民主党全国大会でジャクソンがその指名を確保した。

### ホイッグ党の指名
国民共和党が、ジャクソンによる州の権限に対する反対で怒りを覚えた者を含め反体制派民主党員と合流し、ホイッグ党を形成した。単一候補に絞ることができず、ヴァン・ビューレンの過半数確保を阻止するために異なる候補者が国の地域を分けて出馬した。マサチューセッツ州選出の合衆国上院議員ダニエル・ウェブスターはニューイングランドを、人気のある元将軍ウィリアム・ハリソンは西部を、またテネシー州選出の合衆国上院議員ヒュー・ローソン・ホワイトは州の権限の支持者なので南部を担当した。

## 一般選挙

### 選挙運動
ホイッグ党はヴァン・ビューレンが議長を務める合衆国上院を分裂させてまであらゆる面からヴァン・ビューレンを攻撃した。ハリソンが最も効果のある対抗馬であったが、勢力に勝るヴァン・ビューレンの党組織が勝利を収め、過半数を獲得した。

### 論争
1817年におけるインディアナ州、および1821年のミズーリ州の場合と同様に、選挙人票を集計する時に論争が起こった。ミシガン州は1837年1月26日に州に昇格したばかりであり、その昇格日より前に選挙人投票を行った。結果に対する抗議を予測した下院では、1837年2月4日に、4日後に集計する時には最終結果を2通り、すなわちミシガン州を含む場合と含まない場合を報告するという決議を行った。集計は決議に従って進行した。最終結果について論争は起きなかった。どちらの場合もヴァン・ビューレンが当選していたし、どちらの場合も過半数を獲得した副大統領候補者はいなかった。

### 結果
バージニア州の選挙人団がヴァン・ビューレンの副大統領候補ジョンソンへの投票を拒否し、選ばれるために必要な過半数148票に1票足りない結果となった。アメリカ合衆国憲法修正第12条に拠れば、この場合はアメリカ合衆国上院が上位2人、すなわちジョンソンとフランシス・グレンジャーの決選投票を行うこととされていた。
| 大統領選の結果                 |                    |            |            |            |              |
| 大統領候補者                   | 出身州             | 党         | 得票数 (a) | 得票率     | 選挙人得票数 |
| マーティン・ヴァン・ビューレン | ニューヨーク州     | 民主党     | 764,176    | 50.8%      | 170          |
| ウィリアム・ハリソン           | オハイオ州         | ホイッグ党 | 550,816    | 36.6%      | 73           |
| ヒュー・ローソン・ホワイト     | テネシー州         | ホイッグ党 | 146,107    | 9.7%       | 26           |
| ダニエル・ウェブスター         | マサチューセッツ州 | ホイッグ党 | 41,201     | 2.7%       | 14           |
| ワイリー・P・マンガム          | ノースカロライナ州 | ホイッグ党 | (b)        | -          | 11           |
| その他                         | -                  | -          | 1,234      | 0.1%       | 0            |
| 合計                           | 合計               | 合計       | 1,503,534  | 100%       | 294          |
| 選出必要数                     | 選出必要数         | 選出必要数 | 選出必要数 | 選出必要数 | 148          |

(a) 一般選挙の数字にはサウスカロライナ州のものが含まれていない。サウスカロライナ州では一般選挙に拠らず州議会が選挙人を指名した。 

(b) マンガムの選挙人票は一般選挙に拠らず州議会が選挙人を指名したサウスカロライナ州からのものである。

### 州ごとの結果
出典: Walter Dean Burnham, Presidential ballots, 1836-1892 (Johns Hopkins University Press, 1955) pp 247-57.
|                      |           |          | マーティン・ヴァン・ビューレン 民主党 | マーティン・ヴァン・ビューレン 民主党 | マーティン・ヴァン・ビューレン 民主党 | ウィリアム・ハリソン ホイッグ党 | ウィリアム・ハリソン ホイッグ党 | ウィリアム・ハリソン ホイッグ党 | ヒュー・ローソン・ホワイト ホイッグ党 | ヒュー・ローソン・ホワイト ホイッグ党 | ヒュー・ローソン・ホワイト ホイッグ党 | ダニエル・ウェブスター ホイッグ党 | ダニエル・ウェブスター ホイッグ党 | ダニエル・ウェブスター ホイッグ党 | ワイリー・P・マンガム ホイッグ党 | ワイリー・P・マンガム ホイッグ党 | ワイリー・P・マンガム ホイッグ党 |
| State                | 総得票数  | 選挙人数 | 得票数                                | %                                     | 選挙人数                              | 得票数                          | %                               | 選挙人数                        | 得票数                                | %                                     | 選挙人数                              | 得票数                            | %                                 | 選挙人数                          | 得票数                           | %                                | 選挙人数                         |
| -------------------- | --------- | -------- | ------------------------------------- | ------------------------------------- | ------------------------------------- | ------------------------------- | ------------------------------- | ------------------------------- | ------------------------------------- | ------------------------------------- | ------------------------------------- | --------------------------------- | --------------------------------- | --------------------------------- | -------------------------------- | -------------------------------- | -------------------------------- |
| アラバマ州           | 37,296    | 7        | 20,638                                | 55.34                                 | 7                                     | 名簿なし                        | 名簿なし                        | 名簿なし                        | 16,658                                | 44.66                                 | 0                                     | 名簿なし                          | 名簿なし                          | 名簿なし                          | 名簿なし                         | 名簿なし                         | 名簿なし                         |
| アーカンソー州       | 3,714     | 3        | 2,380                                 | 64.08                                 | 3                                     | 名簿なし                        | 名簿なし                        | 名簿なし                        | 1,334                                 | 35.92                                 | 0                                     | 名簿なし                          | 名簿なし                          | 名簿なし                          | 名簿なし                         | 名簿なし                         | 名簿なし                         |
| コネチカット州       | 38,093    | 8        | 19,294                                | 50.65                                 | 8                                     | 18,799                          | 49.35                           | 0                               | 名簿なし                              | 名簿なし                              | 名簿なし                              | 名簿なし                          | 名簿なし                          | 名簿なし                          | 名簿なし                         | 名簿なし                         | 名簿なし                         |
| デラウェア州         | 8,895     | 3        | 4,154                                 | 46.70                                 | 0                                     | 4,736                           | 53.24                           | 3                               | 名簿なし                              | 名簿なし                              | 名簿なし                              | 名簿なし                          | 名簿なし                          | 名簿なし                          | 名簿なし                         | 名簿なし                         | 名簿なし                         |
| ジョージア州         | 47,259    | 11       | 22,778                                | 48.20                                 | 0                                     | 名簿なし                        | 名簿なし                        | 名簿なし                        | 24,481                                | 51.80                                 | 11                                    | 名簿なし                          | 名簿なし                          | 名簿なし                          | 名簿なし                         | 名簿なし                         | 名簿なし                         |
| イリノイ州           | 33,589    | 5        | 18,369                                | 54.69                                 | 5                                     | 15,220                          | 45.31                           | 0                               | 名簿なし                              | 名簿なし                              | 名簿なし                              | 名簿なし                          | 名簿なし                          | 名簿なし                          | 名簿なし                         | 名簿なし                         | 名簿なし                         |
| インディアナ州       | 73,759    | 9        | 32,478                                | 44.03                                 | 0                                     | 41,281                          | 55.97                           | 9                               | 名簿なし                              | 名簿なし                              | 名簿なし                              | 名簿なし                          | 名簿なし                          | 名簿なし                          | 名簿なし                         | 名簿なし                         | 名簿なし                         |
| ケンタッキー州       | 70,090    | 15       | 33,229                                | 47.41                                 | 0                                     | 36,861                          | 52.59                           | 15                              | 名簿なし                              | 名簿なし                              | 名簿なし                              | 名簿なし                          | 名簿なし                          | 名簿なし                          | 名簿なし                         | 名簿なし                         | 名簿なし                         |
| ルイジアナ州         | 7,425     | 5        | 3,842                                 | 51.74                                 | 5                                     | 名簿なし                        | 名簿なし                        | 名簿なし                        | 3,583                                 | 48.26                                 | 0                                     | 名簿なし                          | 名簿なし                          | 名簿なし                          | 名簿なし                         | 名簿なし                         | 名簿なし                         |
| メイン州             | 38,740    | 10       | 22,825                                | 58.92                                 | 10                                    | 14,803                          | 38.21                           | 0                               | 名簿なし                              | 名簿なし                              | 名簿なし                              | 名簿なし                          | 名簿なし                          | 名簿なし                          | 名簿なし                         | 名簿なし                         | 名簿なし                         |
| メリーランド州       | 48,119    | 10       | 22,267                                | 46.27                                 | 0                                     | 25,852                          | 53.73                           | 10                              | 名簿なし                              | 名簿なし                              | 名簿なし                              | 名簿なし                          | 名簿なし                          | 名簿なし                          | 名簿なし                         | 名簿なし                         | 名簿なし                         |
| マサチューセッツ州   | 74,687    | 14       | 33,486                                | 44.81                                 | 0                                     | 名簿なし                        | 名簿なし                        | 名簿なし                        | 名簿なし                              | 名簿なし                              | 名簿なし                              | 41,201                            | 55.13                             | 14                                | 名簿なし                         | 名簿なし                         | 名簿なし                         |
| ミシガン州           | 12,667    | 3        | 7,122                                 | 56.22                                 | 3                                     | 5,545                           | 43.78                           | 0                               | 名簿なし                              | 名簿なし                              | 名簿なし                              | 名簿なし                          | 名簿なし                          | 名簿なし                          | 名簿なし                         | 名簿なし                         | 名簿なし                         |
| ミシシッピ州         | 20,079    | 4        | 10,297                                | 51.28                                 | 4                                     | 名簿なし                        | 名簿なし                        | 名簿なし                        | 9,782                                 | 48.72                                 | 0                                     | 名簿なし                          | 名簿なし                          | 名簿なし                          | 名簿なし                         | 名簿なし                         | 名簿なし                         |
| ミズーリ州           | 18,332    | 4        | 10,995                                | 59.98                                 | 4                                     | 名簿なし                        | 名簿なし                        | 名簿なし                        | 7,337                                 | 40.02                                 | 0                                     | 名簿なし                          | 名簿なし                          | 名簿なし                          | 名簿なし                         | 名簿なし                         | 名簿なし                         |
| ニューハンプシャー州 | 24,925    | 7        | 18,697                                | 75.01                                 | 7                                     | 6,228                           | 24.99                           | 0                               | 名簿なし                              | 名簿なし                              | 名簿なし                              | 名簿なし                          | 名簿なし                          | 名簿なし                          | 名簿なし                         | 名簿なし                         | 名簿なし                         |
| ニュージャージー州   | 51,729    | 8        | 25,592                                | 49.47                                 | 0                                     | 26,137                          | 50.53                           | 8                               | 名簿なし                              | 名簿なし                              | 名簿なし                              | 名簿なし                          | 名簿なし                          | 名簿なし                          | 名簿なし                         | 名簿なし                         | 名簿なし                         |
| ニューヨーク州       | 305,343   | 42       | 166,795                               | 54.63                                 | 42                                    | 138,548                         | 45.37                           | 0                               | 名簿なし                              | 名簿なし                              | 名簿なし                              | 名簿なし                          | 名簿なし                          | 名簿なし                          | 名簿なし                         | 名簿なし                         | 名簿なし                         |
| ノースカロライナ州   | 50,153    | 15       | 26,631                                | 53.10                                 | 15                                    | 名簿なし                        | 名簿なし                        | 名簿なし                        | 23,521                                | 46.90                                 | 0                                     | 名簿なし                          | 名簿なし                          | 名簿なし                          | 名簿なし                         | 名簿なし                         | 名簿なし                         |
| オハイオ州           | 202,333   | 21       | 96,238                                | 47.56                                 | 0                                     | 104,958                         | 51.87                           | 21                              | 名簿なし                              | 名簿なし                              | 名簿なし                              | 名簿なし                          | 名簿なし                          | 名簿なし                          | 名簿なし                         | 名簿なし                         | 名簿なし                         |
| ペンシルベニア州     | 178,692   | 30       | 91,457                                | 51.18                                 | 30                                    | 87,235                          | 48.82                           | 0                               | 名簿なし                              | 名簿なし                              | 名簿なし                              | 名簿なし                          | 名簿なし                          | 名簿なし                          | 名簿なし                         | 名簿なし                         | 名簿なし                         |
| ロードアイランド州   | 5,674     | 4        | 2,964                                 | 52.24                                 | 4                                     | 2,710                           | 47.76                           | 0                               | 名簿なし                              | 名簿なし                              | 名簿なし                              | 名簿なし                          | 名簿なし                          | 名簿なし                          | 名簿なし                         | 名簿なし                         | 名簿なし                         |
| サウスカロライナ州   | 0         | 11       | 一般投票実施せず                      | 一般投票実施せず                      | 一般投票実施せず                      | 一般投票実施せず                | 一般投票実施せず                | 一般投票実施せず                | 一般投票実施せず                      | 一般投票実施せず                      | 一般投票実施せず                      | 一般投票実施せず                  | 一般投票実施せず                  | 一般投票実施せず                  | 一般投票実施せず                 | 一般投票実施せず                 | 11                               |
| テネシー州           | 62,197    | 15       | 26,170                                | 42.08                                 | 0                                     | 名簿なし                        | 名簿なし                        | 名簿なし                        | 36,027                                | 57.92                                 | 15                                    | 名簿なし                          | 名簿なし                          | 名簿なし                          | 名簿なし                         | 名簿なし                         | 名簿なし                         |
| バーモント州         | 35,031    | 7        | 14,037                                | 40.07                                 | 0                                     | 20,994                          | 59.93                           | 7                               | 名簿なし                              | 名簿なし                              | 名簿なし                              | 名簿なし                          | 名簿なし                          | 名簿なし                          | 名簿なし                         | 名簿なし                         | 名簿なし                         |
| バージニア州         | 53,940    | 23       | 30,556                                | 56.64                                 | 23                                    | 名簿なし                        | 名簿なし                        | 名簿なし                        | 23,384                                | 43.35                                 | 0                                     | 名簿なし                          | 名簿なし                          | 名簿なし                          | 名簿なし                         | 名簿なし                         | 名簿なし                         |
| 合計:                | 1,502,811 | 294      | 763,291                               | 50.79                                 | 170                                   | 549,907                         | 36.59                           | 73                              | 146,107                               | 9.72                                  | 26                                    | 41,201                            | 2.74                              | 14                                | 0                                | 0                                | 11                               |
| 選出必要数:          |           | 148      |                                       |                                       |                                       |                                 |                                 |                                 |                                       |                                       |                                       |                                   |                                   |                                   |                                  |                                  |                                  |

副大統領選の結果
| 副大統領選の結果                 |                    |            |              |
| 副大統領候補者                   | 出身州             | 党         | 選挙人得票数 |
| リチャード・メンター・ジョンソン | ケンタッキー州     | 民主党     | 147          |
| フランシス・グレンジャー         | ニューヨーク州     | ホイッグ党 | 77           |
| ジョン・タイラー                 | バージニア州       | ホイッグ党 | 47           |
| ウィリアム・スミス               | サウスカロライナ州 | 民主党     | 23           |
| 合計                             | 合計               | 合計       | 294          |
| 選出必要数                       | 選出必要数         | 選出必要数 | 148          |

#### 組み合わせによる得票
| 投票の結果                     |                                  |              |
| 大統領候補者                   | 副大統領候補                     | 選挙人得票数 |
| マーティン・ヴァン・ビューレン | リチャード・メンター・ジョンソン | 147          |
| ウィリアム・ハリソン           | フランシス・グレンジャー         | 63           |
| ヒュー・ローソン・ホワイト     | ジョン・タイラー                 | 26           |
| マーティン・ヴァン・ビューレン | ウィリアム・スミス               | 23           |
| ダニエル・ウェブスター         | フランシス・グレンジャー         | 14           |
| ワイリー・P・マンガム          | ジョン・タイラー                 | 11           |
| ウィリアム・ハリソン           | ジョン・タイラー                 | 10           |

## 臨時選挙
合衆国上院はリチャード・ジョンソンとフランシス・グレンジャーのどちらを次の副大統領に選ぶかを求められた。ジョンソンが1回の投票で33対16の結果となり、容易に選ばれた。

## 選挙人の選出
| 選挙人の選出             |                    |
| 選挙人の選定方法         | 州                 |
| 州議会で選挙人を指名     | サウスカロライナ州 |
| 全州の選挙で選挙人を選出 | その他の州すべて   |